# San Benito Abad (kommun)
San Benito Abad är en kommun i Colombia.   Den ligger i departementet Sucre, i den norra delen av landet, 500 km norr om huvudstaden Bogotá. Antalet invånare är 22 972. San Benito Abad ligger vid sjön Ciénaga Los Cerritos.